# 新巨済大橋
新巨済大橋（シンコジェおおはし）は巨済市と統営市を結ぶ、国道14号線の橋である。4車線で、長さ940m、幅20m、高さ20m。1999年完成。
それ以前は1971年4月に竣工した2車線で、長さ740m、幅10mの巨済大橋のみであった。